# شو تشاو
شو تشاو (بالصينية: 徐超) هو دراج صيني، ولد في 5 نوفمبر 1994 في الصين.

## وصلات خارجية
- شو تشاو على موقع أرشيف الدراجات (الإنجليزية)
- شو تشاو على موقع أوليمبيديا (الإنجليزية)
- شو تشاو على موقع اللجنة الأولمبية الصينية (الإنجليزية)